# Kropiwnik Nowy (gmina)
Kropiwnik Nowy – dawna gmina wiejska w powiecie drohobyckim województwa lwowskiego II Rzeczypospolitej. Siedzibą gminy był Kropiwnik Nowy.
Gminę utworzono 1 sierpnia 1934 r. w ramach reformy na podstawie ustawy scaleniowej z dotychczasowych gmin wiejskich: Dołhe Podbuskie, Kropiwnik Nowy, Kropiwnik Stary, Łastówki, Majdan i Rybnik.
Po II wojnie światowej obszar gminy znalazł się w ZSRR.